# Móricz Lili
Móricz Lili (Budapest, 1915. április 27. – Budapest, 1999. augusztus 29.) színésznő, író. Móricz Zsigmond legfiatalabb lánya, Both Béla, majd György László színészek felesége.

## Élete

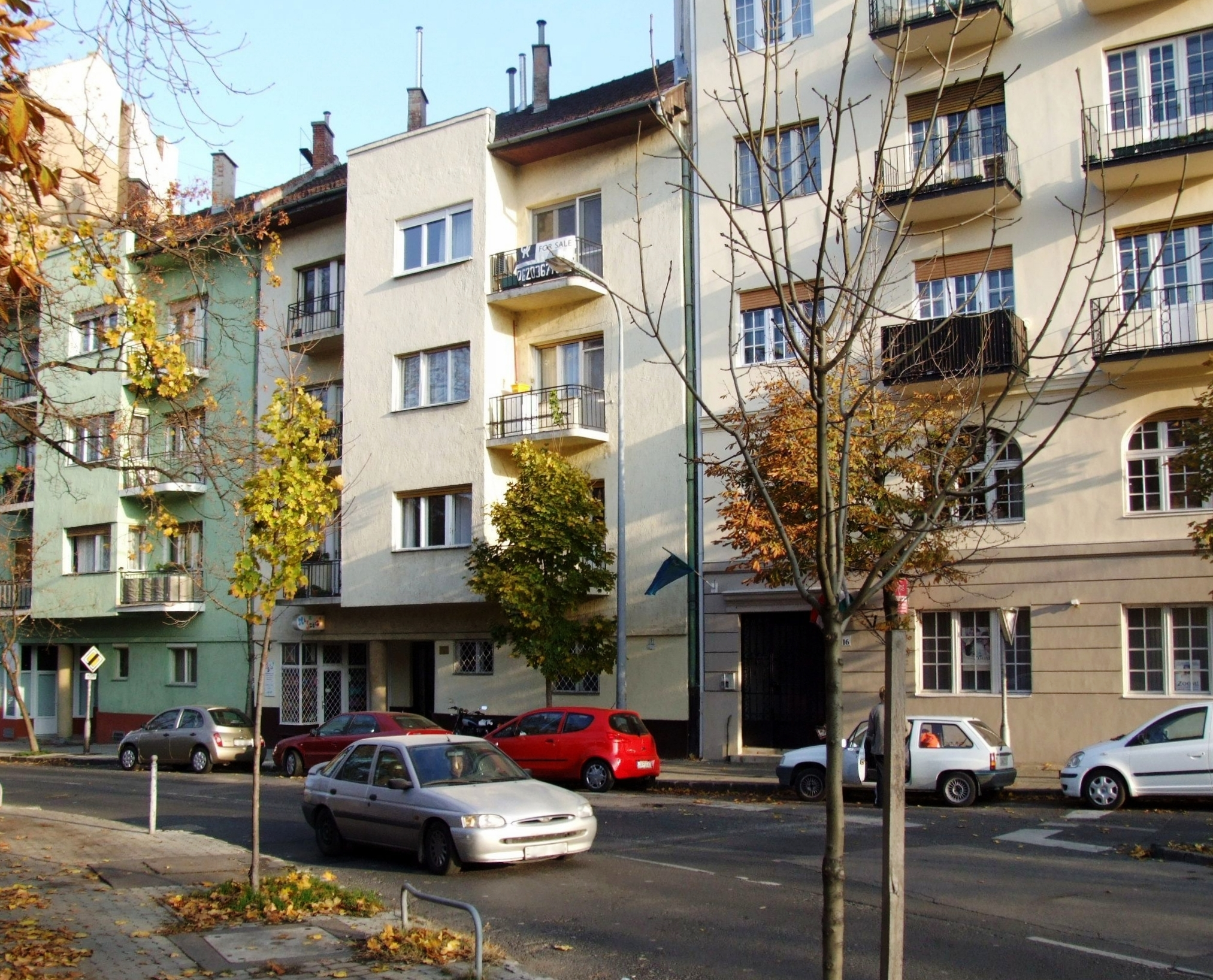
Móricz Lili és György László lakóháza (Bp. XII., Németvölgyi út 16.)

A színiakadémián két és fél évet végzett. Évfolyamtársai voltak: Gobbi Hilda, Básti Lajos, Gellért Endre, Fónay Márta, Király Kató, Perczel Zita. 
Pályája kezdetén naiva szerepeket kapott, majd prózai művek jellemszerepeit alakíthatta. Édesapja legnagyobb örömére eljátszhatta a „Nem élhetek muzsikaszó nélkül" című darab női főszerepét is. A színpadtól – kényszerűen – visszavonulva Móricz Zsigmond hagyatékát gondozta. Megörökítette a leányfalui életet, kötetbe rendezte Móricz Zsigmond és Simonyi Mária levelezését. Írt drámát és dramatizált is, többek között édesapja Rab oroszlánját és Csibe-novelláit.
A Miskolci Állami Nemzeti Színház 1952. április 13-án mutatta be Manuk, a vadász című, örmény népmeséből átdolgozott gyermekdarabját, amelyet férje, György László rendezett. A Négy apának egy leánya című Móra Ferenc-adaptációjának rendezője – Szegeden – Komor István volt.
Több évtizedig élt harmadik férjével (első férje Both Béla, második férje Mitterholczer Béla gépészmérnök volt), György Lászlóval a Németvölgyi út kezdő szakaszán, Szabó Lőrinc egykori lakóháza mellett.
1987-ben megalapította a Móricz-díjat, amellyel kiemelkedő irodalomtörténeti teljesítményeket ismernek el minden évben.
2007-ben Kolos Virág (Móricz Virág leánya), Móricz Lili és György László levelezését, illetve egyéb dokumentumait felajánlotta az Országos Színháztörténeti Múzeum és Intézetnek. A színház és irodalomtörténeti jelentőségű hagyaték 2008-ban került az intézmény birtokába.

## Munkássága

### Színházak
- Miskolc (1935–1938)
- Vígszínház (1938)
- Városi Színház - Budapest - (1939–1940)
- Bánky Róbert társulata (1940-1941)
- Szabad Színház. (1945), a társulat tagja voltak: Horváth Tivadar, Kállai Ferenc, Soós Lajos, Kiss Ilona, Komlós Juci, Sallai Kornélia, Gellért Lajos.
- Magyar Színház (1945–1947)
- Pécsi Nemzeti Színház (1947-1949)
- Debreceni Csokonai Színház(1949-1951)
- Miskolci Nemzeti Színház (1951-1952)
- Kecskeméti Katona József Színház (1953–1955)
- Szolnoki Szigligeti Színház (1955-1956)
- Győri Kisfaludy Színház (1957–1958)

Szeretett volna férjéhez hasonlóan budapesti társulathoz szerződni, próbálkozása azonban sikertelen maradt.  Alkalmanként fellépett az Irodalmi Színpadon, a Bartók Gyermekszínházban. A források szerint ez utóbbiban lépett fel utoljára. 1965. február 3-án volt a Három szegény szabólegény bemutatója. Ebben Posztónét játszotta.

### Fontosabb szerepei
A Színházi adattárban regisztrált bemutatóinak száma (1949–): 38.
- Pólika (Nem élhetek muzsikaszó nélkül)
- Anna (Móricz Zsigmond: Boszorkány)
- Gertrudis (Katona József: Bánk bán)
- Elmira (Molière: Tartuffe)
- Lady Milford (Schiller: Ármány és szerelem)
- Cecília (Kálmán Imre: A csárdáskirálynő)

### Művei
- Fecskék a verandán. Levelek Leányfaluból. (1961)
- Kedves Mária! Móricz Zsigmond levelei Simonyi Máriának. Szépirodalmi Könyvkiadó, 1973; Magvető Könyvkiadó, 1979
- Pasziánsz. Magvető Kiadó, Rakéta Regénytár, 1982